# 小原丈明
小原 丈明（こはら たけあき、1975年 - ）は、日本の地理学者。博士（人間・環境学）。法政大学准教授。

## 経歴
1998年、京都大学総合人間学部を卒業した。
2006年に、京都大学大学院人間・環境学研究科博士課程を修了して、京都大学の研修員となった。2007年に京都大学大学院人間・環境学研究科の助教となり、2010年に法政大学文学部の専任講師、2016年に准教授となった。

## 主な著書

### 単著
- バブル経済崩壊後における都市再開発の展開とその意味、法政大学、2011年

### 共編著
- （野間晴雄、土平博、香川貴志、河角龍典との共編著）ジオ・パルNEO = Geo-Pal NEO : 地理学・地域調査便利帖、海青社、2012年